# Шлемы Древней Греции
История эволюции шлемов Древней Греции восходит к микенской цивилизации с середины II тысячелетия до н. э. Этим временем датируются находки самых ранних шлемов и изображения на фресках. Эпоха отражена Гомером в «Илиаде», в которой поэт детально зафиксировал конструкции шлемов героев Троянской войны (около 1200 г. до н. э.)
После Троянской войны переселение народов привело к резкому упадку материальной культуры в Элладе. Самые ранние найденные шлемы на территории Древней Греции после Троянской войны датируются VIII в. до н. э. и воспроизводят форму ассирийских шлемов. Но уже с VII в. до н. э. ремесленники Эллады стали производить полностью закрытые шлемы, которые в VI в. до н. э. приобрели законченную характерную форму, названную коринфской. Коринфские шлемы стали одним из символов Древней Греции и обязательной принадлежностью воина-гоплита на изображениях керамики. С середины V в. до н. э. коринфские шлемы видоизменились в соответствии с развитием центров ремесла в Аттике, Македонии, южной Италии и других местах. Появились новые, более открытые виды шлемов (беотийские, халкидские).
С началом завоеваний Александра Македонского (330-е гг. до н. э.) отошла в прошлое эра героев, на поле боя побеждали массовые армии, для вооружения которых понадобились более практичные и утилитарные шлемы. К началу владычества Древнего Рима (II в. до н. э.) самыми распространёнными были шлемы фракийского типа, и с тех пор развитие доспехов было связано уже с эволюцией римского оружия.

## Предысторические шлемы (Archaic)
В древности греки называли шлемы словом, используемым для названия шапки из собачьей кожи — κυνέη (дословно «собачья»). У Гомера в «Илиаде» словом κυνέη обозначены как шапка, так и всякий шлем, кожаный или металлический, но без налобника, нащёчников и султана. Словом κόρυς Гомер называет собственно медные шлемы с нащёчниками и султаном из конских волос. По происхождению κόρυς родственно слову κέρας «рог», возможно из-за рогов или форм плюмажа, используемых для украшения первых шлемов.
Геродот, описывая одеяния и вооружения персидских полчищ (кн. 7), говорит о лисьих шапках (шлемах?) на головах фракийцев. Также он говорит о кожаных шлемах других племён. Значит ещё в начале V в. до н. э. такие шлемы не были экзотикой. Шапки из войлока, шкур и кожи укрепляли пластинами железа, костями, клыками, деревом, любым достаточно прочным материалом, не требующим особых навыков в ремесле (смотри статью «Шлем из клыков»).
Позже стали сгибать по форме головы бронзовые пластины, охватывающие подкладку из того же войлока и кожи. Шлемы героев Троянской войны сильно отличались от тех, которые рисовали греки шесть веков спустя на вазах и состояли из четырёх пластин (или «блях» в переводе на русский), да и те шлемы изготовлены были не греками. Вот описание Гомером шлема Ахилла:

Шлем на главе его, четверобляшный,

Зыблется светлый, волнуется пышная грива златая.
Оригинальный текст (др.-греч.)κόρυθι δ᾽ ἐπένευε φαεινῇ τετραφάλῳ· καλαὶ δὲ περισσείοντο ἔθειραι χρύσεαι

Ввиду примитивной конструкции составной шлем древности дошёл до нашего времени в одном, может двух экземплярах. Первые цельнометаллические шлемы появились в Греции с XV века до н. э. В музее Ираклиона на Крите хранится частично сохранившийся бронзовый шлем той эпохи с удлинёнными нащёчниками и заострённым кверху куполом с навершием для крепления, видимо, украшения из конского хвоста.
После Троянской войны (на рубеже XIII—XII вв. до н. э.) случилось переселение народов. В Элладе настали «тёмные» века, и племена греков утеряли даже письменность, не говоря о ремесленных навыках. Первые найденные бронзовые шлемы в Элладе 1-го тысячелетия до н. э. датируются VIII в. до н. э. и воспроизводят формы ассирийских шлемов с прямоугольным вырезом для лица, сформированном широкими треугольными нащёчниками, заострённым куполом и высоким навершием с украшением в виде бронзовой дуги. Условно такие шлемы называют коническими. После исчезновения навершия и сглаживания купола к полусферической форме внешний вид шлема приближается к иллирийскому типу.

## Иллирийский тип (Illyrian)
Иллирийские шлемы — первые цельнометаллические шлемы собственного производства, появившиеся в Древней Греции после «тёмных веков». Листы бронзы выгибали по форме головы, соединяли внахлест и скрепляли заклёпками в местах соприкосновения, в результате чего на макушке получались продольные рёбра жёсткости. Потом научились ковать из цельной болванки, но продольные рёбра остались как ремесленная традиция. Подобного типа шлемы в основном обнаружены на территории, которую в античное время занимала Иллирия, что и дало название данному типу.
Характерной особенностью шлема служат отсутствие наносника, продольные рёбра на макушке, крупные треугольнообразные «уши»-нащёчники и прямоугольный вырез для лица. Если добавить массивный наносник, прикрыть шею удлинённой затылочной частью, придать фигурную форму «ушам»-нащёчникам и выгнуть их вокруг лица, то шлем эволюционирует в разряд коринфских.
В VII в. до н. э. иллирийские шлемы вышли из употребления в Элладе, вытесненные с развитием ремесленного мастерства коринфскими, но ещё сохранялись в V в. до н. э. в более отсталой Македонии. Археолог Энтони Снодграсс (англ. Anthony Snodgrass) прослеживал эволюцию древнегреческих шлемов по датированным пожертвованиям в храмах Олимпии. Периодом 725—650 гг. до н. э. датируются 30 ранних конических шлемов, столько же иллирийских и 17 коринфских. В более позднее время 650—575 гг. до н. э. конические шлемы исчезают, количество иллирийских сокращается до 7, а число коринфских достигает 90.

## Коринфский или дорийский тип (Corinthian)
Коринфские шлемы появились с VII в. до н. э., прославились в V в. до н. э. в греко-персидских войнах, а уже к концу V в. до н. э. коринфский тип вытесняется более удобными халкидскими шлемами.
Полностью закрытый шлем, украшенный характерным гребнем из конских волос. Давал полную защиту головы, однако наносник и закрытое лицо ограничивали обзор. Вне боя шлем сдвигался на затылок, открывая лицо. Коринфский шлем является непременным атрибутом гоплита на изображениях древнегреческой керамики VI в. до н. э., даже если воин сражается обнажённым. Появление этого типа шлема связывают с развитием тактики боя в плотном строю фаланги, где воину не требовался хороший обзор по сторонам.
Обычно шлем разделён в области рта, но в греческих полисах южной Италии (Апулии) находят сплошные шлемы VI—V вв. до н. э., которые напоминают котелок с отверстиями для глаз и дыхания характерной Т-образной формы, наносник разделяет «T» надвое. Этот тип шлема называется апуло-коринфский.

## Халкидский тип (Chalcidian)
Халкидские шлемы появились в VI в. до н. э. и были вытеснены из массового употребления более простыми пилосами и фракийскими шлемами в III в. до н. э.
Наносник у этого шлема символический или вообще отсутствует, за счёт чего улучшается обзор. В районе ушей, в отличие от коринфского шлема, появляется фигурный вырез. Улучшается комфортность, но ослабляется защита. Нащёчники достаточно широкие и плоские, прямоугольной или округлой формы, часто фронтальный край нащёчника волнообразный. Нащёчники могут крепиться на петлях. Зрительно шлем состоит из двух частей: верхний полусферический купол и нижняя часть, соединяющиеся визуально в районе рельефно выступающего ободка.

## Аттический тип (Attic)
Аттические шлемы — по сути разновидность халкидского шлема, изготовленная ремесленной школой в Аттике.
Известный британский археолог-оружиевед Питер Конноли классифицирует аттический тип как разновидность халкидского, у которого отсутствует наносник. Из других отличий от халкидского можно отметить заострённые лунообразные формы нащёчников, которые обычно крепились на петлях. В то время как халкидский шлем украшали часто султанами и перьями, на аттическом применяют архаичный карийский конный гребень.

## Беотийский тип (Boeotian)
Беотийский шлем — кавалерийский шлем открытого типа, прославленный в эпоху Александра Македонского.
Появился вероятно в Беотии в V в. до н. э., потом его переняли в Фессалии. По форме напоминает древнегреческую крестьянскую шляпу с широкими полями для защиты от солнца.

Древнегреческий автор Ксенофонт рекомендовал такой шлем для всадников наряду с изогнутым мечом типа кописа. Его взяли на вооружение македонские гетайры, и носили правители эллинистических государств Азии в III в. до н. э.
Имеет широкие поля, которые предохраняют от удара мечом сверху и прикрывают шею. Комфортен для длительного ношения в жарком климате, не ограничивает обзора.

## Фригийский тип (Phrygian)
Фригийский шлем — воспроизводит шапку скифов, фракийцев, других восточных народов. Удлинённая макушка загибается каплей вперёд. В этих шлемах сражались воины македонской фаланги.
Позднее вместо загиба макушки стали загибать металлический гребень и такие шлемы называют уже фракийскими. В Македонии бронзовые фригийские колпаки к II в. до н. э. трансформировались во фракийские шлемы, с вытянутым вверх куполом и простым невысоким металлическим гребнем или султаном из перьев.

## Фракийский тип (Thracian)
Фракийский шлем имеет вытянутый вверх купол. Наносник обычно отсутствует, плоские нащёчники имеют фигурные очертания или отсутствуют. Характерный металлический гребень, наложенный поверх сферы.
Во II в. до н. э., ко времени римского завоевания Древней Греции, фракийский шлем стал самым распространённым в греческих армиях. Гребень становится совсем небольшим по высоте, зато появляется козырёк. Был сделан выбор в пользу удобства, хороший обзор и манёвренность защищали лучше сплошной брони, особенно от тяжёлых мечей и железных пик. В таких шлемах в римское время сражались гладиаторы из фракийцев, что дало название шлему.
Переход на железные доспехи заставил отказаться от универсальных фракийских шлемов.

## Пилос (Pilos)
Пилос — шлем для легковооружённой пехоты.
Основной шлем спартиатов в классический период, в том числе в период Пелопоннесской войны. Технологичен в производстве. Представляет собой коническую закруглённую бронзовую шапку. Первые образцы в конце 2-го тысячелетия до н. э. собирали из чешуек бронзы. Цельнометаллические пилосы появились к V в. до н. э.. В III в. до н. э. пилосы были вытеснены из Эллады аттическими шлемами.